# 林子宇
林子宇（1995年9月6日—），台灣政治幕僚，台灣民眾黨籍，曾為民眾黨發言人，現為民眾黨國際事務部主任、黃國昌委員新北市板橋服務處主任。主持網路節目《全球JU察隊》。

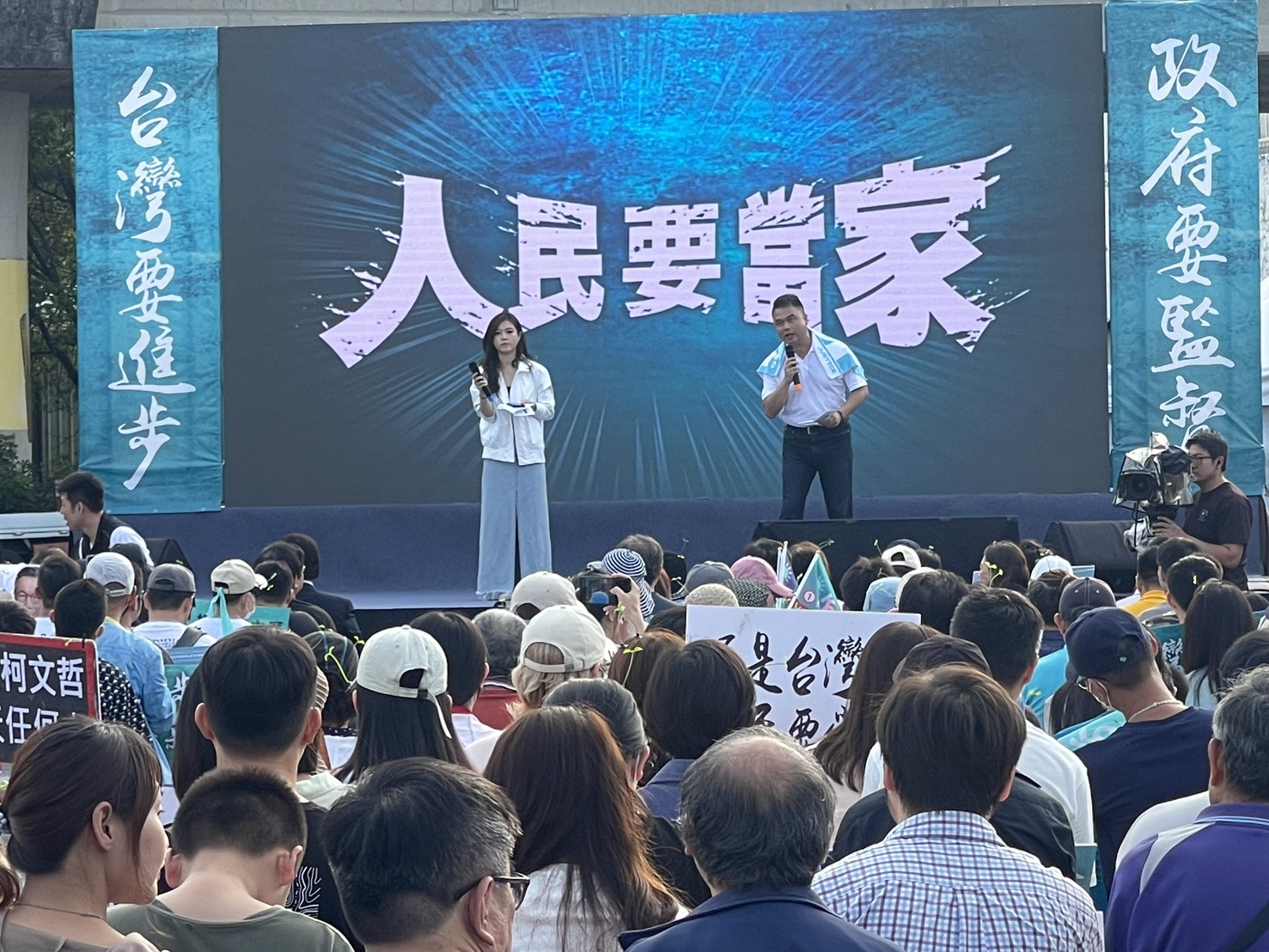
2025年4月27日人民要當家宜蘭場，林子宇與民眾黨台北市議會黨團總召張志豪擔任主持人。

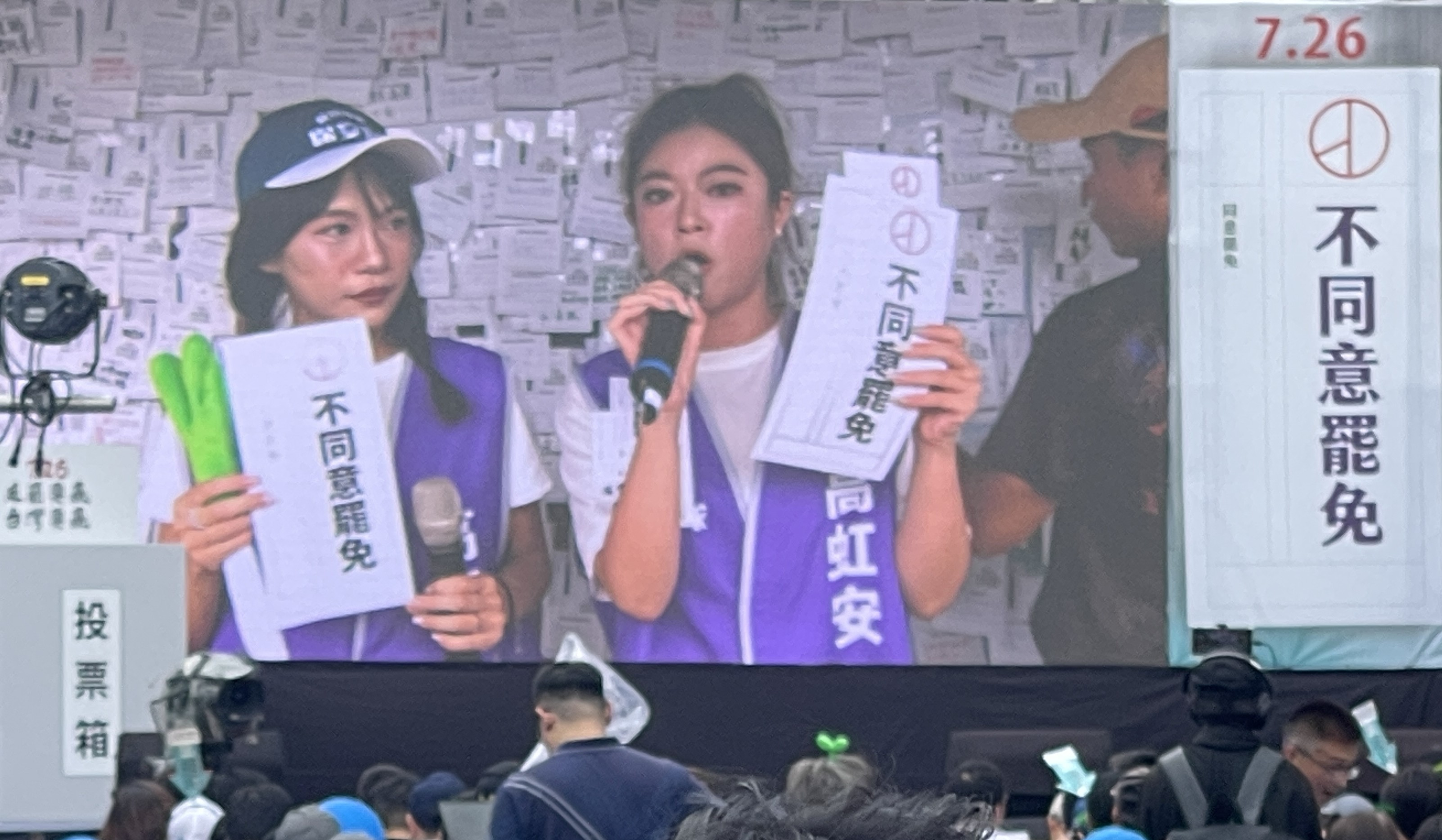
2025年7月20日民主起義 反罷要贏 台灣要贏，在民主反罷牆前的林子宇與民眾黨發言人張彤。

## 生平
美國南加州大學國際公共政策管理學碩士畢業。國立成功大學。國立蘭陽女子高級中學。父親林成功曾任宜蘭縣議員。進台北市政府市長室（市長柯文哲）任研究員，跟隨北市府涉外事務總監周台竹負責涉外事務。
2023年協助民眾黨總統參選人柯文哲訪美、訪日的「陌生開發」工作，與國際事務委員會副執行長廖偉宏一同處理，為民眾黨涉外事務團隊之一。而後又擔任民眾黨副總統候選人吳欣盈競選辦公室發言人。
2023年7月31日，民眾黨官網英文網頁「VOTE WHITE, VOTE RIGHT」標語被質疑有「白人至上主義」之嫌，民眾黨已將爭議標語下架。發言人林子宇表示「小編」起初用意是表達「支持白色力量是正確的選擇」，他們已先將「比較有不同想法的圖文」下架，未來也會「嚴格把關英文內容」。
2024年2月19日民眾黨發言人楊寶楨離職後，民眾黨對外發言由李頂立跟林子宇負責。
2024年3月20日，台灣民眾黨國際事務委員會升格為涉外事務部，林子宇擔任主任。
2024年7月30日22時40分許，在新北市碧潭被保全在水池中被發現，隨後送醫，無大礙，隨後並在社群媒體表示自身身心狀況良好，有目擊者表示看到她自己走下去，據她所稱自己是失足落水。。
2025年1月11日111釘孤枝行動，與黃瀞瑩、戴文、楊文嘉一同擔任集會主持人。
2025年6月13日擔任黃國昌委員新北市板橋服務處主任。

## 選舉紀錄
| 年度 | 選舉屆數             | 選舉區                                 | 所屬政黨   | 得票數    | 得票率 | 當選標記 | 備註             |
| ---- | -------------------- | -------------------------------------- | ---------- | --------- | ------ | -------- | ---------------- |
| 2024 | 第十一屆立法委員選舉 | 全國不分區及僑居國外國民立法委員選舉區 | 臺灣民眾黨 | 3,040,615 | 22.07% |          | 排名第29 當選8名 |

## 外部連結
- 林子宇的Facebook專頁
- 林子宇的Instagram帳戶
- YouTube上的【全球JU察隊】帶你看世界 國際政治大小事點評播放列表